# Запорная (приток Ларъёгана)
Запорная — река в Томской области России. Устье реки находится в 129 км по левому берегу реки Ларъёган. Длина реки составляет 52 км, площадь водосборного бассейна 380 км².

## Данные водного реестра
По данным государственного водного реестра России относится к Верхнеобскому бассейновому округу, водохозяйственный участок реки — Обь от впадения реки Васюган до впадения реки Вах, речной подбассейн реки — Васюган. Речной бассейн реки — (Верхняя) Обь до впадения Иртыша.